# Tetraphidopsis
Tetraphidopsis là một chi rêu trong họ Ptychomniaceae.